# Nachum Remba
Nachum Remba (ur. 1910 w Kolnie, zm. 3 lub 4 listopada 1943 w KL Majdanek) – żydowski urzędnik i działacz społeczny.

## Życiorys
Syn Wolfa-Zewa i Pesi z domu Pekarewicz. Jego ojciec był właścicielem sklepu z towarami kolonialno-galanteryjnymi w Kolnie. Przed wybuchem II wojny światowej rodzina Remby osiedliła się w Palestynie. W styczniu 1939 roku wziął ślub z Henią. Był działaczem partii Ogólnych Syjonistów w Kolnie, a później w Warszawie. W latach 30. XX wieku był pracownikiem Gminy Żydowskiej w Warszawie, gdzie pełnił funkcję m.in. sekretarza wydziału edukacji. 
Podczas okupacji niemieckiej mieszkał wraz z żoną w getcie warszawskim. Pracował jako zastępca szefa Sekretariatu Generalnego Judenratu – Szmula Horenszteina. Był organizatorem i przewodniczącym związku zawodowego pracowników Judenratu, stał również na czele komisji do walki z nadużyciami. Zajmował się również współorganizowaniem wystaw malarskich oraz przyjęć dla pracowników Judenratu. Podczas wielkiej akcji likwidacyjnej jako urzędnik Judenratu zmuszony został do wzięcia udziału w wysiedleniach, pracował wówczas na Umschlagplatzu. Podczas akcji ratował innych Żydów, wywożąc ich z Umschlagplatzu szpitalną karetką, dając im wcześniej przebrania lekarzy i sanitariuszy lub bandażując ich całe ciała. Uratował w ten sposób m.in. Jonasa Turkowa, Elchanana i Hilela Cajtlina, Mirę i Janinę Brandwajn oraz dzieci z sierocińca przy ulicy Twardej 27. Był świadkiem wywiezienia z Umschlagplatzu do obozu zagłady w Treblince Janusza Korczaka, Stefanii Wilczyńskiej oraz ich podopiecznych z Domu Sierot. Sporządzona przez niego relacja z tego wydarzenia zachowała się w zbiorach Oneg Szabat. Z powodu donosu funkcjonariuszy ŻSP, którym wręczał łapówki za uratowanych Żydów, przestał pojawiać się na Umschlagplatzu.
Podczas powstania w getcie warszawskim ukrywał się wraz z żoną w bunkrze pod budynkiem szpitala przy ulicy Gęsiej. Około 8 maja 1943 roku został pojmany przez Niemców i deportowany do obozu na Majdanku, gdzie pełnił następnie funkcję pisarza blokowego w baraku 22. Według relacji Dawida Efrosa miał angażować się w pomoc innym więźniom. Został zamordowany podczas akcji Erntefest, 3 lub 4 listopada 1943 roku.